# Jiangbei
Jiangbei (en chino, 江北区; pinyin, Jiāngběi qū) es un distrito urbano bajo la administración del municipio de Chongqing , en el centro de la República Popular China. Limita al este con la provincia de Guizhou y al oeste con la de Hubei. Su área es de 220 km² y su población para 2017 fue de 874 mil.
Dentro se ubica el Parque forestal del templo Hong'en.

## Administración
El distrito de Jiangbei se divide en 9 subdistrito y 3 poblados.

## Ciudades hermanas
Desde el 21 de octubre de 2015 el distrito está hermandada con la ciudad estadounidense de North Las Vegas .